# Primetime-Emmy-Verleihung 2010
Die 62. Emmy-Verleihung in der Sparte Prime Time (62nd Primetime Emmy Awards) fand am 29. August 2010 im Nokia Theatre in Los Angeles statt. Der Moderator und Schauspieler Jimmy Fallon moderierte die Veranstaltung.

## Überblick
Die Nominierungen wurden am 8. Juli 2010 von Sofía Vergara und Joel McHale mit John Shaffner im Leonard H. Goldenson Theatre bekannt gegeben. Die meisten Nominierungen hatte im Vorfeld die Drama-Serie The Pacific (24) erhalten, gefolgt von Glee (19) und Mad Men (17). Im Vergleich der Sender ergab sich folgende Verteilung der Nominierungen:
| Sender            | Nominierungen |
| ----------------- | ------------- |
| HBO               | 101           |
| ABC               | 63            |
| CBS               | 57            |
| NBC               | 48            |
| Fox               | 47            |
| PBS               | 32            |
| AMC               | 26            |
| Showtime          | 23            |
| Discovery Channel | 14            |
| Lifetime          | 12            |
| FX                | 9             |
| Comedy Central    | 8             |
| Cartoon Network   | 7             |
| Bravo             | 6             |
| History Channel   | 6             |
| Syfy              | 6             |
| Disney Channel    | 5             |
| DirecTV           | 4             |
| USA Network       | 4             |
| TNT               | 3             |
| A&E Network       | 2             |
| Animal Planet     | 2             |
| IFC               | 2             |
| Nickelodeon       | 2             |
| Sundance Channel  | 2             |
| MTV               | 1             |
| Epix              | 1             |
| NGC               | 1             |
| TCM               | 1             |
| Travel Channel    | 1             |

## Auszeichnungen und Nominierungen (Auswahl)
(Die Gewinner sind jeweils fett markiert.)

### Dramaserie
(Outstanding Drama Series)
- Breaking Bad (AMC)
- Dexter (Showtime)
- Lost (ABC)
- Mad Men (AMC)
- Good Wife (CBS)
- True Blood (HBO)

### Comedyserie
(Outstanding Comedy Series)
- 30 Rock (NBC)
- The Office (NBC)
- Curb Your Enthusiasm (HBO)
- Glee (FOX)
- Modern Family (ABC)
- Nurse Jackie (Showtime)

### Miniserie
(Outstanding Mini Series)
- The Pacific (HBO)
- Return to Cranford (PBS)

### Fernsehfilm
(Outstanding Made for Television Movie)
- Endgame (PBS)
- Georgia O’Keeffe (Lifetime)
- Moon Shot (History)
- The Special Relationship (HBO)
- Du gehst nicht allein (Temple Grandin) (HBO)
- You Don't Know Jack (HBO)

### Varieté-, Musik- oder Comedysendung
(Outstanding Variety, Music or Comedy Series)
- The Daily Show with Jon Stewart (Comedy Central)
- The Colbert Report (Comedy Central)
- The Tonight Show with Conan O'Brien (NBC)
- Real Time with Bill Maher (HBO)
- Saturday Night Live (NBC)

### Reality-TV-Wettbewerb
(Outstanding Reality-Competition Program)
- The Amazing Race (CBS)
- American Idol (FOX)
- Dancing with the Stars (ABC)
- Project Runway (Lifetime)
- Top Chef (Bravo)

### Reality-TV-Sendung
(Outstanding Reality Programm)
- Antiques Roadshow (PBS)
- Dirty Jobs (Discovery Channel)
- Jamie Oliver's Food Revolution (ABC)
- Kathy Griffin: My Life on the D-List (Bravo)
- MythBusters (Discovery Channel)
- Undercover Boss (CBS)

### Kindersendung
(Outstanding Children's Program)
- iCarly (Nickelodeon)
- Hannah Montana (Disney Channel)
- Jonas L.A. (Disney Channel)
- Wizards of Waverly Place (Disney Channel)
- Wizards of Waverly Place: The Movie (Disney Channel)

### Schauspielerische Leistungen

#### Hauptdarsteller in einer Dramaserie

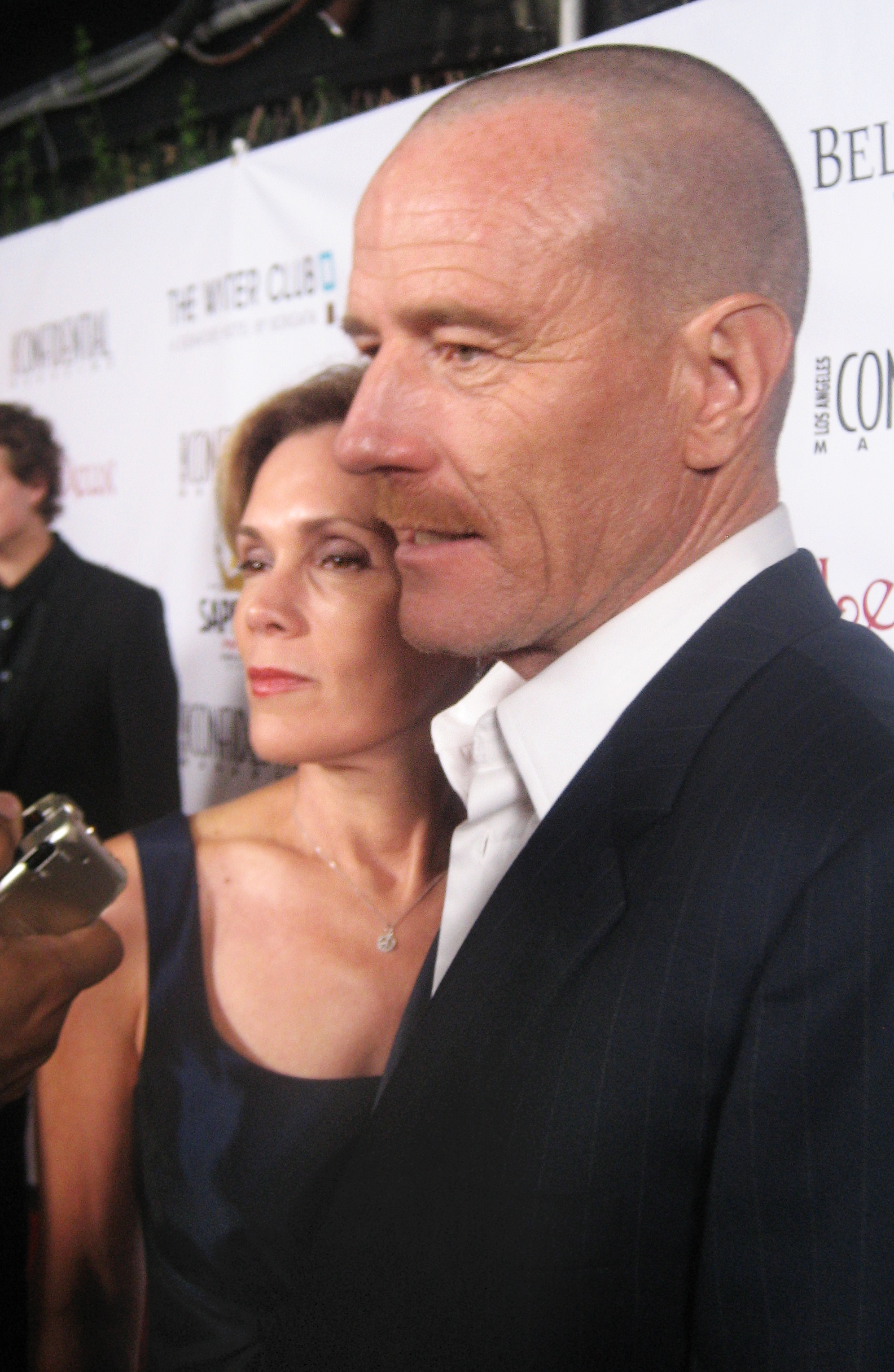
Bryan Cranston

(Outstanding Lead Actor in a Drama Series)
- Bryan Cranston als Walter White in Breaking Bad (AMC)
- Kyle Chandler als Eric Taylor in Friday Night Lights (The 101 Network/NBC)
- Matthew Fox als Jack Shephard in Lost (ABC)
- Michael C. Hall als Dexter Morgan in Dexter (Showtime)
- Jon Hamm als Don Draper in Mad Men (AMC)
- Hugh Laurie als Gregory House in House (FOX)

#### Hauptdarsteller in einer Comedyserie
(Outstanding Lead Actor in a Comedy Series)
- Alec Baldwin als Jack Donaghy in 30 Rock (NBC)
- Steve Carell als Michael Scott in The Office (NBC)
- Larry David als Larry David in Curb Your Enthusiasm (HBO)
- Matthew Morrison als Will Schuester in Glee (FOX)
- Jim Parsons als Sheldon Cooper in The Big Bang Theory (CBS)
- Tony Shalhoub als Adrian Monk in Monk (USA)

#### Hauptdarsteller in einer Miniserie oder einem Fernsehfilm
(Outstanding Lead Actor in a Miniseries or Movie)
- Jeff Bridges als Jon Katz in A Dog Year (HBO)
- Al Pacino als Dr. Jack Kevorkian in You Don't Know Jack (HBO)
- Dennis Quaid als Bill Clinton in The Special Relationship (HBO)
- Michael Sheen als Tony Blair in The Special Relationship (HBO)
- Ian McKellen als Two in The Prisoner (AMC)

#### Hauptdarstellerin in einer Dramaserie
(Outstanding Lead Actress in a Drama Series)
- Glenn Close als „Patty“ Hewes in Damages (FX)
- Connie Britton als Tami Taylor in Friday Night Lights (The 101 Network/NBC)
- Mariska Hargitay als Olivia Benson in Law & Order: Special Victims Unit (NBC)
- January Jones als Betty Draper in Mad Men (AMC)
- Julianna Margulies als Alicia Florrick in The Good Wife (CBS)
- Kyra Sedgwick als Brenda Leigh Johnson in The Closer (TNT)

#### Hauptdarstellerin in einer Comedyserie
(Outstanding Lead Actress in a Comedy Series)
- Toni Collette als Tara Gregson in United States of Tara (Showtime)
- Edie Falco als Jacky Peyton in Nurse Jackie (Showtime)
- Tina Fey als Liz Lemon in 30 Rock (NBC)
- Julia Louis-Dreyfus als Christine Campbell in The New Adventures of Old Christine (CBS)
- Lea Michele als Rachel Berry in Glee (FOX)
- Amy Poehler als Leslie Knope in Parks and Recreation (NBC)

#### Hauptdarstellerin in einer Miniserie oder einem Fernsehfilm
(Outstanding Lead Actress in a Miniseries or a Movie)
- Joan Allen als Georgia O’Keeffe in Georgia O’Keeffe (Lifetime)
- Claire Danes als Temple Grandin in Du gehst nicht allein (Temple Grandin) (HBO)
- Hope Davis als Hillary Clinton in The Special Relationship (HBO)
- Judi Dench als Miss Matty in Return to Cranford (PBS)
- Maggie Smith als Mary Gilbert in Capturing Mary (HBO)

#### Nebendarsteller in einer Dramaserie
(Outstanding Supporting Actor in a Drama Series)
- Andre Braugher als Owen in Man of a Certain Age (TNT)
- Michael Emerson als Benjamin Linus in Lost (ABC)
- Terry O’Quinn als John Locke/The Man in Black in Lost (ABC)
- Aaron Paul als Jesse Pinkman in Breaking Bad (AMC)
- Martin Short als Leonard Winstone in Damages (FX)
- John Slattery als Roger Sterling in Mad Men (AMC)

#### Nebendarsteller in einer Comedyserie
(Outstanding Supporting Actor in a Comedy Series)
- Ty Burrell als Phil Dunphy in Modern Family (ABC)
- Chris Colfer als Kurt Hummel in Glee (FOX)
- Jon Cryer als Alan Harper in Two and a Half Men (CBS)
- Jesse Tyler Ferguson als Mitchell Pritchett in Modern Family (ABC)
- Neil Patrick Harris als Barney Stinson in How I Met Your Mother (CBS)
- Eric Stonestreet als Cameron Tucker in Modern Family (ABC)

#### Nebendarsteller in einer Miniserie oder einem Fernsehfilm
(Outstanding Supporting Actor in a Miniseries or Movie)
- Michael Gambon als Mr. Woodhouse in Emma (PBS)
- John Goodman als Neal Nichol in You Don’t Know Jack (HBO)
- Jonathan Pryce als Mr. Buxton in Return to Cranford (PBS)
- Patrick Stewart als Ghost/Hamlet in Hamlet (PBS)
- David Strathairn als Dr. Carlock in Du gehst nicht allein (Temple Grandin) (HBO)

#### Nebendarstellerin in einer Dramaserie
(Outstanding Supporting Actress in a Drama Series)
- Christine Baranski als Diane Lockhart in The Good Wife (CBS)
- Rose Byrne als Ellen Parsons in Damages (FX)
- Sharon Gless als Madeline Westen in Burn Notice (USA)
- Christina Hendricks als Joan Harris in Mad Men (AMC)
- Elisabeth Moss als Peggy Olsen in Mad Men (AMC)
- Archie Panjabi als Kalinda Sharma in The Good Wife (CBS)

#### Nebendarstellerin in einer Comedyserie
(Outstanding Supporting Actress in a Comedy Series)
- Julie Bowen als Claire Dunphy  in Modern Family (ABC)
- Jane Krakowski als Jenna Maroney in 30 Rock (NBC)
- Jane Lynch als Sue Sylvester in Glee (FOX)
- Holland Taylor als Evelyn Harper in Two and a Half Men (CBS)
- Sofía Vergara als Gloria Delgado-Pritchett in Modern Family (ABC)
- Kristen Wiig als  verschiedene Charaktere in Saturday Night Live (NBC)

#### Nebendarstellerin in einer Miniserie oder einem Fernsehfilm
(Outstanding Supporting Actress in a Miniseries or Movie)
- Kathy Bates als Herz-Königin in Alice im Wunderland (Syfy)
- Catherine O’Hara als Aunt Ann in Du gehst nicht allein (Temple Grandin) (HBO)
- Julia Ormond als Eustacia Grandin in Du gehst nicht allein (Temple Grandin) (HBO)
- Susan Sarandon als Janet Good in You Don't Know Jack (HBO)
- Brenda Vaccaro als Margo Janus in You Don't Know Jack (HBO)

### Gastdarsteller

#### Gastdarsteller in einer Dramaserie
(Outstanding Guest Actor in a Drama Series)
- Dylan Baker als Colin Sweeney in The Good Wife (Episode: "Bad") (CBS)
- Beau Bridges als George Andrews in The Closer (Episode: "Make Over") (TNT)
- Alan Cumming als Eli Gold in The Good Wife (Episode: "Fleas") (CBS)
- Ted Danson als Arthur Forbisher in Damages (Episode: "The Next One's Gonna Go In Your Throat") (FX)
- Gregory Itzin als President Charles Logan in 24 (Episode: "1.00pm-2.00pm") (Fox)
- John Lithgow als Arthur Mitchell in Dexter (Episode: "Road Kill") (Showtime)
- Robert Morse als Bertram Cooper in Mad Men (Episode: "Shut The Door. Have A Seat 1.") (AMC)

#### Gastdarsteller in einer Comedyserie
(Outstanding Guest Actor in a Comedy Series)
- Will Arnett Devon Banks in 30 Rock (Episode: "Into the Crevasse") (NBC)
- Jon Hamm als Dr. Drew Baird in 30 Rock (Episode: "Emmanuelle Goes to Dinosaur Land") (NBC)
- Neil Patrick Harris als Bryan Ryan in Glee (Episode: "Dream On") (FOX)
- Mike O’Malley als Burt Hummel in Glee (Episode: "Wheels") (FOX)
- Eli Wallach als Bernard Zimberg in Nurse Jackie (Episode: "Chicken Soup") (Showtime)
- Fred Willard als Frank Dunphy in Modern Family (Episode: "Travels with Scout") (ABC)

#### Gastdarstellerin in einer Dramaserie
(Outstanding Guest Actress in a Drama Series)
- Shirley Jones als Lola Zellman in The Cleaner (Episode: "Does Everybody Have A Drink") (A&E)
- Ann-Margret als Rita Wills in Law & Order: Special Victims Unit (Episode: "Bestime") (NBC)
- Elizabeth Mitchell als Juliet Burke in Lost (Episode: "The End") (ABC)
- Mary Kay Place als Adaleen Grant  in Big Love (Episode: "The Might And The Strong") (HBO)
- Sissy Spacek als Marilyn Densham in Big Love (Episode: "End Of Days") (HBO)
- Lily Tomlin als Marilyn Tobin in Damages (Episode: "Your Secrets Are Safe") (FX)

#### Gastdarstellerin in einer Comedyserie
- Christine Baranski als Beverly Hofstadter in The Big Bang Theory (Episode: „The Maternal Congruence“) (CBS)
- Kristin Chenoweth als April Rhodes in Glee (Episode: „The Rhodes Not Taken“) (FOX)
- Tina Fey als Host in Saturday Night Live (NBC)
- Kathryn Joosten als Karen McCluskey in Desperate Housewives (Episode: „The Chase“) (ABC)
- Jane Lynch als Dr. Linda Freeman in Two and a Half Men (CBS)
- Elaine Stritch als Colleen Donaghy in 30 Rock (Episode: „The Moms“) (NBC)
- Betty White als Host in Saturday Night Live (NBC)